# Lucilius
Pour les articles homonymes, voir Lucilius (homonymie).
Caius Lucilius dit Lucilius (né en 180 ou  148 av. J.-C. à Sessa Aurunca - mort en 102 ou 101 av. J.-C.) est un poète latin fondateur de la satire.

## Biographie
Originaire de Sessa Aurunca en Campanie, Lucilius est un chevalier issu d'une très riche famille sénatoriale qui possédait des terres dans le sud de l'Italie jusqu'en Sicile. Lucilius ne s'est jamais lancé dans le cursus honorum, préférant administrer ses propriétés. Sa seule activité civique est la participation à la guerre contre Numance en 133. À Rome, il fréquente le cercle de Scipion Émilien : Laelius, Sempronius Tuditanus, Panétios de Rhodes, etc. Il fait partie des rares auteurs latins auxquels un philosophe grec ait dédicacé une œuvre, ici Clinomaque. Riche et pourvu de bonnes relations, Lucilius avait donc la possibilité de composer des satires.

## LesSatires
On ne sait si les Satires de Lucilius furent publiées à mesure de leur rédaction ou non. En tout cas, après sa mort, une édition en 30 livres s'imposa, dont il ne subsiste plus aujourd’hui que 1 378 vers.

### De lasaturaà la satire romaine
Les livres 26 à 30 contiennent les poèmes les plus anciens, écrits entre 131 et 126. Comme chez Ennius ou Naevius, ils sont de mètres divers (septénaires trochaïques, sénaires iambiques, etc.), selon la définition d'origine de la satura (« mélange ») qui était alors un recueil de poésies variées. L'orientation critique de ces poèmes les lie cependant à la satire. Les livres 22 à 25, écrits en distiques élégiaques, presque entièrement perdus, seraient plutôt des épigrammes.
Les livres 1 à 21, écrits en hexamètres dactyliques entre 126 (livre 1) et 107 (livre 20) traitent de tous les sujets sous le seul mode de la critique. En donnant une forme fixe à la raillerie, qui ne s'exprimait auparavant que dans les comédies (chez Plaute ou Térence, par exemple), Lucilius crée un genre, la satire romaine, qui a une longue postérité, avec Juvénal, Horace ou Perse et qui est le seul genre purement romain. Selon Quintilien, « satura tota nostra est ».

### Le contenu des satires
Le livre 1 parodie les séances du Sénat romain sous la forme d'une assemblée des dieux, le livre 2 commente le procès de deux hommes que Luculius détestait également, le livre 3 raconte un voyage de Lucilius en Sicile, le livre 9 traite d'orthographe. Les autres livres sont fragmentaires.
Les attaques de Lucilius, propriétaire terrien conservateur, sont surtout portées contre la nobilitas progressiste, son appât du gain et dont la politique, selon lui, mettait en danger la grandeur romaine. Il condamne l'enflure des poètes tragiques et leur premier représentant Accius, ainsi que l'hellénomanie.